# David avec la tête de Goliath (Le Caravage, Rome)
Pour les articles homonymes, voir David avec la tête de Goliath.
David avec la tête de Goliath est un tableau du peintre baroque Caravage réalisé vers 1606-1607 ou bien en 1609-1610 et exposé à la Galerie Borghèse à Rome, en Italie. Il existe une première version sur ce thème datant de 1601. Il brosse le moment où David, affichant un visage affecté, présente la tête de son ennemi.

## Historique
Il est difficile de dater la réalisation de cette œuvre avec précision. Les historiens de l'art s'appuient notamment sur la thématique et l'iconographie déployées par le peintre : il s'agirait d'un appel au pardon judiciaire après le meurtre dont il s'est rendu coupable le 28 mai 1606. Ainsi, si son origine a dans un premier temps été estimée à l'année 1605, elle est désormais plutôt datée à 1607 lors du début de l'exil du peintre hors de Rome, soit à Naples ou Malte. Néanmoins, certains auteurs en reculent la création aux années 1609-1610, ce qui correspond au deuxième séjour à Naples et à la fin de la vie d'un Caravage déployant toute son expérience personnelle et artistique. En outre, toute datation est rendue difficile par le mauvais état de la surface du tableau et les chercheurs ne peuvent guère s'appuyer sur la gestuelle utilisée par le jeune homme, volontiers qualifiée de « cliché pictural ».
Le destinataire est également très discuté par les chercheurs. Ces derniers considèrent plutôt que cette peinture serait un cadeau pour le cardinal Scipione Borghese, un prélat influent dont le peintre aurait espéré l'appui afin de hâter l'obtention de son pardon judiciaire. Ainsi, la présence de l'œuvre à partir de 1613 dans la collection de ce dernier est documentée par plusieurs sources : une facture datée pour la réalisation de son cadre et une évocation dans une œuvre contemporaine du poète Scipione Francucci.

## Sujet
Le combat de David contre Goliath est un épisode de la Bible issu du premier livre de Samuel dans l'Ancien Testament. Cet épisode relate le combat singulier opposant un jeune berger, David, au géant Goliath, champions respectifs du royaume d'Israël et des Philistins. Après, l'avoir abattu de sa fronde, David tranche la tête de Goliath. Le tableau expose le moment où David présente la tête du géant dans la tente de Saül, roi des israélites.

## Description
Le tableau présente un jeune homme, David, vu à mi-cuisses, dont le buste à moitié nu en pleine lumière est vu de trois-quarts face et son visage glabre, de face, est incliné vers le bas. Son regard est tourné vers la tête tranchée d'un homme barbu plus âgé, Goliath, qu'il tient par les cheveux. Sa main droite tient une épée. Dans sa mise en scène, Caravage fait tendre par David la tête pendante, gorgée de sang, de Goliath vers le spectateur de la toile, ce qui conduit son regard à se focaliser sur elle. Cette pose pourrait avoir comme modèle la statuaire antique, tel l'Apoxyomène.
Le peintre a écrit une abréviation sur l'épée de David mais elle est très peu lisible et fait l'objet de plusieurs lectures et donc autant d'interprétations : il pourrait être écrit H-AS O S, auquel cas il s'agirait de l'abréviation de la devise latine de saint Augustin Humilitas occidit superbiam (« L'humilité tue l'orgueil »), ; on pourrait également lire M A C O pouvant être compris par Michael Angelo Carravagio Opus (« Œuvre de Michel Angelo da Caravaggio »).

## Analyse
La signification première de l'œuvre serait à comprendre par la volonté de Caravage d'obtenir le pardon judiciaire pour le meurtre qu'il a commis. En effet, les chercheurs identifient volontiers le visage de Goliath comme un autoportrait du peintre en s'appuyant par exemple sur la balafre qu'il reçoit en octobre 1606, à Naples. Cette hypothèse est soutenue dès le XVIIe siècle par l'historien de l'art italien Giovanni Pietro Bellori. Ainsi, Caravage s'est représenté en bandit, voire en damné, en tous cas, en « incarnation du mal ».

Seul le personnage de David permettrait sa rédemption. En effet, ce personnage porte sur Goliath un regard empli de compassion,, sentiment que le peintre n'avait pas attribué au jeune homme dans une première version du thème datée de 1601 : là où le personnage de David était triomphant, il semble désormais triste. Or la pose de David se rapporterait à la représentation traditionnelle de la Justice avec ses attributs que sont le glaive et la balance — représentée ici à travers la tête de Goliath. Bien plus, il est possible de confondre David avec la figure du Christ, à la fois juge suprême et sauveur — image seule à même d'émouvoir et influencer le prélat Scipione Borghese.